# Taklift 4
Taklift 4 — плавучий кран великої вантажопідйомності, який зокрема активно використовується для проектів у енергетичній сфері.

## Характеристики
Судно спорудили у 1981 році на нідерландській верфі Verolme Scheepswerven Heusden B.V. (місто Heusden в провінції Північний Брабант). За своїм архітектурно-конструктивним типом воно є самохідним понтоном, обладнаним двома двигунами потужністю по 0,95 МВт.
На понтоні розміщене кранове обладнання вантажопідйомністю 2200 тонн (після модернізації у 2010 році, первісно показник становив 1600 тонн).
Судно забезпечує розміщення 31 особи, з можливістю збільшення в разі потреби.

## Завдання судна

### Роботи у нафтогазовій галузі

#### Спорудження плавучих установок
У 2000 році в норвезькому Ставангері Taklift 4 брав участь у монтажі модулів напівзанурюваної видобувної установки Aasgard B, призначеної для розробки нафтогазоконденсатного родовища Асгард. Найважчий модуль вагою 1650 тонн він підіймав спільно з іншим плавучим краном Taklift 7.
На тлі стрімкого розвитку офшорного видобутку в Бразилії кран здійснив ряд подорожей у цю країну для монтажу модулів плавучих установок з підготовки, зберігання та відвантаження нафти (floating production storage and offloading, FPSO). Так, були проведені роботи на:
- установках P-43 та P-48, призначених для розробки нафтових родовищ Барракуда та Каратінга. При цьому 12 найважчих модулів потребували спільної роботи з іншим плавучим краном великої вантажопідйомності Taklift 6 (2004 рік);
- установці P-52, яку потім встановили на родовищі Ронкадор (2006);
- установках P-51 та P-53, призначених для родовищ Марлін-Сул та Марлін. У цьому проекті так само брав участь згаданий вище Taklift 6 (2007 рік);
- установках P-56 та P-57, які споруджувались для нафтових родовищ Марлін Сул та Jubarte відповідно (2010 рік);
- установці Cidade de Paraty, яка стала другою на супергігантському нафтогазовому родовищі Лула (2012 рік);
- установці Cidade de Mangaratiba, котра була третьою із призначених для тільки що згаданого родовища Лула (2013 рік);

#### Встановлення платформ
В 2011 році Taklift 4 задіяли для спорудження платформи NAQ-PII на єгипетському газовому родовищі Абу-Кір-Північ у Середземному морі. Кран протранспортував на стропах «топсайд» вагою 850 тонн і змонтував його.

#### Демонтажні роботи
У 2005 році кран здійснив демонтаж платформи K10-V на однойменному газовому родовищі у нідерландському секторі Північного моря. Він одночасно протранспортував на відстань 69 морських миль до порту Еймьойден опорну основу («джекет» вагою 700 тонн, призначений на злам) та надбудову («топсайд» вагою 800 тонн, який використали для освоєння іншого родовища L5-C).
В 2008-му Taklift 4 провадив демонтаж платформи P14-A (знов таки біля узбережжя Нідерландів). При цьому він протранспортував «топсайд» вагою 740 тонн на стропах до Роттердама (можливо відзначити, що ця споруда також призначалась для перебудови і повторного використання на родовищі E18-A).
Ще одним завданням у нідерландських водах стала робота на газовому родовищі Q8, де кран здійснив демобілізацію та транспортування "топсайду" платформи Q8-B.
З жовтня 2008-го по березень 2009-го Taklift 4 працював у фіорді біля Ставангеру, куди відбуксирували велику платформу з родовища Фрігг. В процесі її демонтажу він здійснив 23 операцій з підйому сукупною вагою 14 тисяч тонн, при цьому максимальна вага доходила до 1200 тонн.
У липні 2017 кран брав участь в демонтажі житлового модуля/майданчику для гелікоптерів вагою 900 тонн з британського північноморського газового родовища Леман.

### Офшорна вітроенергетика
У 2009 році Taklift 4 здійснив монтаж трансформаторної підстанції першої німецької офшорної станції Альфа-Фентус (Північне море). Тут же він встановив шість опорних основ типу «трипод» вагою по 760 тонн і висотою 45 метрів. Для останньої роботи спершу законтрактували плавучий кран Samson, проте він не зміг впоратись із завданням.
2008-го року кран встановив надбудову з обладнанням («топсайд») вагою 400 тонн на східну підстанцію ВЕС Робін-Рігг (Ірландське море, затока Солвей-Ферт біля узбережжя Шотландії).
В 2010-му на бельгійській ВЕС Белвінд кран встановив трансформаторну підстанцію вагою 1175 тонн на раніше споруджений монопальний фундамент.
У 2014 році Taklift 4 встановив 25 опорних основ («джекетів») на немецькій ВЕС Балтік 2 (Балтійське море північніше острова Рюген).
В 2016-му кран здійснив монтаж 70 "джекетів" у тому ж німецькому секторі Балтійського моря на ВЕС Вікінгер.

### Будівництво мостів
У 2010 році Taklift 4 разом із краном Taklift 7 здійснив монтаж головної секції моста Brandangersundet, який з'єднав острів Sandøyna з комуною Ґулен у регіоні Вестланн (південна частина західного узбережжя Норвегії, за 60 км на північ від Бергена). Судна протранспортували секцію довжиною 220 метрів та вагою 1860 тонн на відстань 5 км від місця зборки до місця встановлення.

### Прокладання трубопроводів
У 2001 році кран прибув у турецький порт Самсон на Чорному морі для участі в роботах по спорудженню газопроводу Блакитний потік. Taklift 4 завантажував пачки труб на баржі, які транспортували їх далі до трубоукладального судна Saipem 7000, що безпосередньо здійснювало прокладку.

### Рятувальні роботи
У 1987 році Talkift 4 разом з Taklift 6 брав участь в операції з вирівнювання та підйому порома Herald of Free Enterprise, який ліг на борт у гавані бельгійського порту Зеєбрюгге.
У 2004-му судно взяло участь у піднятті автомобілевоза Tricolor, який затонув у Ла-Манші біля гавані Дюнкерку, чим створив істотну загрозу для навігації. Taklift 4 підняв та завантажив на понтон Smit Barge 2 чотири із дев'яти частин, на які розрізали затонуле судно (найбільші п'ять спільно піднімали два інші крани).
В 2006 році кран викликали до Мексиканської затоки, де провадились роботи з ліквідації наслідків ураганів Катріна та Ріта. Тут він мав зайнятись видаленням пошкоджених опор та розчисткою завалів на самопідіймальному буровому судні Adriatic VII.
2012-го, коли плавучий кран перебував в Бразилії для виконання замовлень у нафтогазовій сфері, його залучили для робіт по самопідіймальному судну SEP Orion, що затонуло в порту Сан-Луїс (штат Мараньян на північно-східному узбережжі країни) під час розширення експортного терміналу компанії Vale. Taklift 4 допоміг перерізати опори платформи та відтягнути її від місця катастрофи, звільнивши таким чином причал.
У 2015-му Taklift 4 виконав підйом решток автомобілевоза Baltic Ace, який затонув за три роки до того в Північному морі неподалік Роттердаму. Операція була дуже схожа на роботи по судну Tricolor — затонулий корабель розділили на вісім частин, які підіймались плавучим краном та розміщувались на понтоні Smit Barge 2 для подальшого транспортування на місце остаточних демонтажних робіт. 

### Інші роботи
У 1993 році Taklift 4 взяв участь у встановленні атомного реактора на французький авіаносець Charles de Gaulle.
У червні 2005-го в Руані кран забезпечив спуск на воду плавального басейну, зібраного з великих бетонних елементів. Після цього останній відбуксирували до Парижу, де він зайняв свою стоянку на Сені.
Протягом 2005-2006 років кран був задіяний на проекті розчищення дна річки Шельда, де він вилучив з води 38 об'єктів.
У 2011-му Taklift 4 разом з краном Matador 3 здійснили встановлення бурової вежі вагою 2164 тонни на судно Noble Globetrotter I, яке споруджувалось у Роттердамі. Подібні операції були поширеним завданням для кранів великої вантажопідйомності. Так, у квітні 2015-го ті самі два судна встановили трубоукладальну вежу вагою 2200 тонн на судно Skandi Africa, що прибуло для остаточного дообладнання до нідерландського Східаму.
Ще однією операцією в суднобудуванні стало переобладнання судна Ndeavor, яке готувалось для робіт на німецькій ВЕС Зандбанк, з каменеукладального в кабелеукладальне, для чого з нього потрібно було зняти 8 елементів вагою по 180 тонн.